# Далай-Нур
Далай-Нур (кит. упр. 达里诺尔, кит. упр. 达来诺尔, кит. упр. 达里湖) — озеро в хошуне Хэшигтэн-Ци автономного района Внутренняя Монголия.
Площадь поверхности — 237 км². Высота над уровнем моря — 1226 м.

## История
В исторических документах озеро встречалось под названиями Юйэрлэ (鱼儿泺) и Таэр-хайцзы (答儿海子). В 1871 году озеро посетил Н. М. Пржевальский.

## География
Является завальным озером. В озеро впадает река Конгур-Гол, а также ряд мелких речек.

## Биологические ресурсы
В озере водятся голавли, золотые рыбки, сазаны. Из птиц имеются кряквы, сухоносы, сизые чайки, лебеди, даурские журавли, японские журавли.